# ベルコウ Bo 207
ベルコウ Bo 207
- 用途：軽飛行機、練習機
- 製造者：ベルコウ（Bölkow）
- 初飛行：1960年
- 生産数：92機

ベルコウ Bo 207は、第2次世界大戦にクレム Kl 107として開発され、1960年代初めに西ドイツで製造された4座席軽飛行機である。

## 概容
ベルコウ（Bölkow）は実質的な近代化と拡大した設計をする前からKl 107をライセンス生産していた。開発はベルコウが製造したKl 107（製造番号145）を改造することにより始まり、この機体が試作機となり1960年の末に初飛行を行った。初期の機体の変更点は操縦席の風防を新しくし、翼の中に増加燃料タンクを設置し、2人分の座席を追加した。
試作機に加えてシリーズとして総計91機の機体が製造された。この中の1機（製造番号284）は前輪式の降着装置付で製造され、Bo 214となった。

## 派生型
- Ki 107DとF207 - ベルコウ Bo 207の元々の名称。
- Bo 207 - 4座席軽飛行機。尾輪式降着装置を装備。
- Bo 207T - Bo 207の練習機版。尾輪式降着装置を装備。
- Bo 214 - Bo 207の前輪式の降着装置付。1機のみ製造

## 要目
（Bo 207）
- 全長：8.31 m
- 全幅：10.82 m
- 全高：2.24 m
- 空虚重量：1200 kg
- 最大離陸重量：
- エンジン：ライカミング O-320 レシプロエンジン 1基　180hp
- 最大速度：145 mph (233km/h)
- 航続距離：1,248 km (778 miles)
- 上昇率：3.6 m/s (710 ft/min)
- 乗員：4名